# Elmia Wood
Elmia Wood är en internationell skogsmässa som hålls vart fjärde år i Bratteborg söder om Jönköping. Mässan hålls normalt ojämna år, men 2021 års mässa fick på grund av covidpandemin flyttas till 2022, då 22 885 besökare noterades.